# Frank Colabianchi
Frank Colabianchi, né le 27 octobre 1962 à Luxembourg (Luxembourg), est un instituteur et homme politique luxembourgeois, membre du Parti démocratique (DP).

## Biographie
Après avoir obtenu son baccalauréat, il s'engage d'abord dans des études de droit à l'université de Montpellier, puis se réoriente bien vite vers l'enseignement primaire ou fondamental luxembourgeois. Devenu instituteur enseignant dans le régime technique, il parvient à se faire nommer membre de la direction du Lycée classique de Diekirch (lb): à partir du 1er octobre 1997, il en est en effet l'un des chargés de direction avant d'en devenir l'un des directeurs adjoints à partir du 14 septembre 2010.
Membre du conseil communal de Bertrange depuis 1990, où il est réélu lors des élections de 1999, il est nommé bourgmestre de la commune en 2009. Il est reconduit dans cette fonction à la suite des élections de 2011, et de 2017. Le 6 février 2018, à la suite de la démission d'Anne Brasseur pour raisons personnelles, Frank Colabianchi fait son entrée à la Chambre des députés pour la circonscription Centre où il représente le Parti démocratique. En tant que suppléant, il remplace Xavier Bettel au parlement après les élections législatives du 14 octobre 2018.
Frank Colabianchi est marié et père de deux enfants.